# Antilépton
Antiléptons são as antipartículas dos léptons, com mesma massa mas carga elétrica e número leptônico opostos.

## Tabela dos antiléptons
| Nome da antipartícula | Símbolo | Q (e) | S   | Le | Lμ | Lτ | Massa (MeV/c2)  | Tempo de vida (s) | Decaimentos mais comuns |
| --------------------- | ------- | ----- | --- | -- | -- | -- | --------------- | ----------------- | ----------------------- |
| Pósitron              | e+      | +1    | 1⁄2 | −1 | 0  | 0  | 0.510998910(13) | Estável           | Estável                 |
| Antimúon              | μ+      | +1    | 1⁄2 | 0  | −1 | 0  | 105.6583668(38) | 2.197019(21)×10−6 | e− + ν e + ν μ          |
| Antitau               | τ+      | +1    | 1⁄2 | 0  | 0  | −1 | 1776.84(17)     | 2.906(10)×10−13   | See τ− decay modes      |
| Elétron antineutrino  | ν e     | 0     | 1⁄2 | −1 | 0  | 0  | < 0.0000022     | Desconhecido      |                         |
| Múon antineutrino     | ν μ     | 0     | 1⁄2 | 0  | −1 | 0  | < 0.17          | Desconhecido      |                         |
| Tau antineutrino      | ν τ     | 0     | 1⁄2 | 0  | 0  | −1 | < 15.5          | Desconhecido      |                         |